# Norville
Norville ist eine französische Gemeinde mit 996 Einwohnern (Stand: 1. Januar 2022) im Département Seine-Maritime in der Region Normandie. Sie gehört zum Arrondissement Le Havre und zum Kanton Port-Jérôme-sur-Seine (bis 2015: Kanton Lillebonne). Die Einwohner werden  Norvillais(es) genannt.

## Geographie
Norville liegt etwa 38 Kilometer östlich von Le Havre. Es wird umgeben von den Nachbargemeinden Villequier im Norden, Vatteville-la-Rue im Osten, Saint-Maurice-d’Ételan im Süden und Westen sowie Triquerville im Nordwesten.

## Bevölkerungsentwicklung
| 1962                      | 1968 | 1975 | 1982 | 1990 | 1999 | 2006 | 2012 |
| ------------------------- | ---- | ---- | ---- | ---- | ---- | ---- | ---- |
| 655                       | 674  | 825  | 836  | 827  | 807  | 876  | 902  |
| Quelle: Cassini und INSEE |      |      |      |      |      |      |      |

## Sehenswürdigkeiten
- Kirche Saint-Martin aus dem 13. Jahrhundert
- altes Herrenhaus aus dem 15. Jahrhundert, für die Abtei Jumièges errichtet

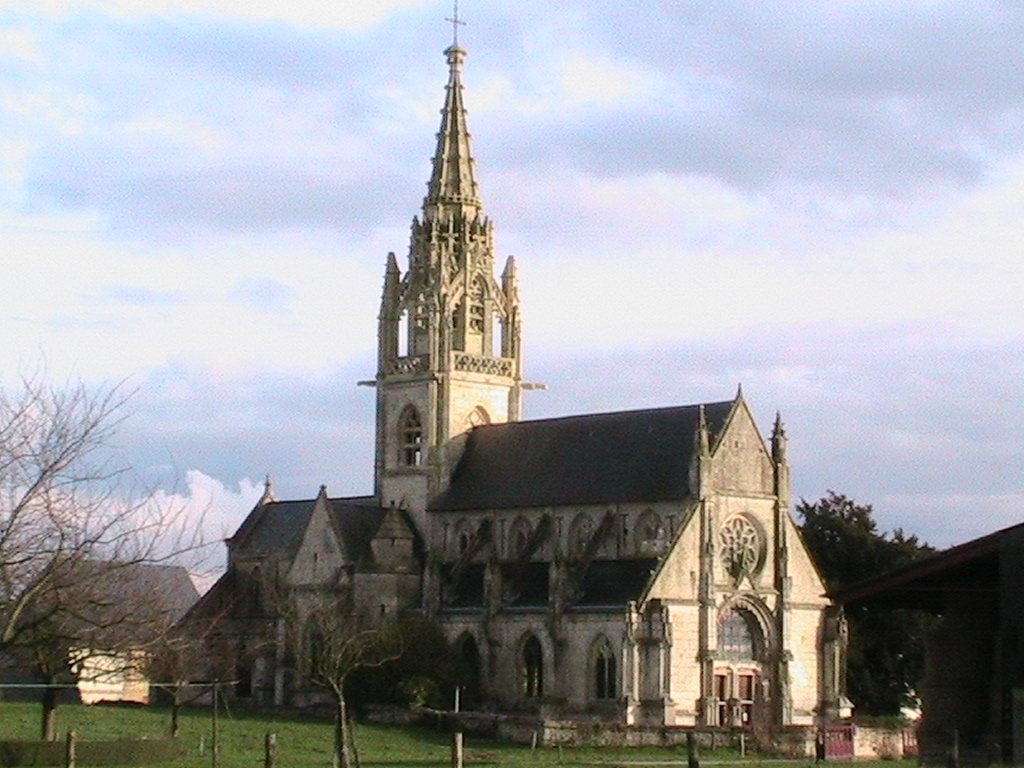
Kirche Saint-Martin
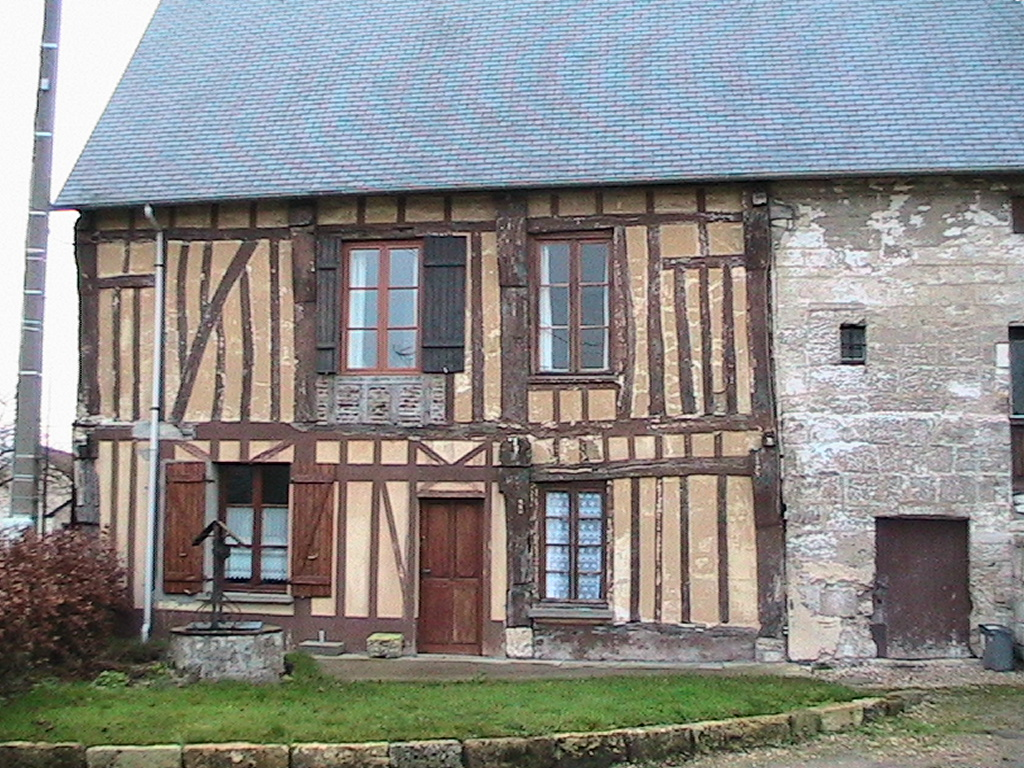
Herrenhaus